# کشیش (فیلم ۱۹۹۴)
«کشیش» (انگلیسی: Priest) یک فیلم است که در سال ۱۹۹۵ منتشر شد. از بازیگران آن می‌توان به لینوس روچه، تام ویلکینسون، رابرت کارلایل، و براد دوریف اشاره کرد.

## داستان
پدر گرگ پیلکینگتون، که به تازگی به منطقه سنت ماری در لیورپول منصوب شده‌است، مبهوت می‌شود و می‌فهمد که پدر متیو توماس در رابطه جنسی با ماریا کریگان، خانه‌دار خانه، مشغول رابطه جنسی است. علاوه بر این، پدر توماس یک رادیکال چپگرا و طرفدار صریح الهیات آزادی است، که او را به درگیری‌های مداوم و مشاجره با اسقف-که با این وجود از توانایی‌های او قدردانی می‌کند-سوق می‌دهد.
در حالی که محافظه کاری و اعتقادات مذهبی شخصی شخصیت اصلی قهرمان از بی‌توجهی آشکار کشیش بزرگتر به نذر تجرد خود آزرده می‌شود، او با خواسته‌های همجنس گرایانه خود دست و پنجه نرم می‌کند، به خصوص پس از ملاقات با مردی به نام گراهام در یک پاتوق همجنسگرای محلی و دو نفر وارد آن می‌شوند. یک رابطه فیزیکی
در همین حال، دانشجوی لیزا آنسورث اعتراف کرد که توسط پدرش مورد سوء استفاده جنسی قرار گرفته‌است. هر دو راز خود را در نشان داده‌است اعتراف، با این حال، به طوری که پدر گرگ مورد نیاز است برای احترام به حرمت آیین توبه و آشکار که چه او گفته شده‌است. او سعی می‌کند به مادرش هشدار دهد که مراقب او باشد، اما زن ساده لوح معتقد است دخترش در حالی که از شوهرش مراقبت می‌کند در امان است.
وقتی خانم آنسورث متوجه می‌شود شوهرش لیزا را مورد آزار و اذیت قرار می‌دهد و متوجه می‌شود که کشیش می‌داند چه اتفاقی در حال رخ دادن است، او به او حمله می‌کند. دستگیری او به دلیل رابطه جنسی با گراهام در یک ماشین پارک شده، بر عذاب او افزوده می‌شود. او به اتهام خود اعتراف می‌کند و این واقعیت که او کشیش کاتولیک است باعث ایجاد یک خبر پرشور می‌شود. داستان در صفحه اول روزنامه محلی تیتر می‌شود و پدر گرگ که نمی‌تواند با مشایخ خود روبرو شود، به یک محله دور افتاده روستایی منتقل می‌شود که توسط یک کشیش ناراضی و بخشنده هدایت می‌شود. پدر متی او متقاعد به بازگشت به سنت ماری، و این دو ریاست بیش از یک توده است که توسط تظاهرات با صدای بلند از مردم در محراب به حضور پدر گرگ مخالف به هم زدند. پدر متی از آنها می‌خواهد که کلیسا را ترک کنند. سپس دو کشیش شروع به توزیع مراسم اقامه نماز می‌کنند، اما اعضای کلیسای باقی مانده پدر گرگ را نادیده می‌گیرند و برای دریافت ارتباط با پدر متیو صف می‌گیرند. لیزا سرانجام به کشیش کوچکتر نزدیک می‌شود و هر دو با گریه در آغوش یکدیگر می‌افتند.